# Warłam (Merticariu)
Warłam, imię świeckie Vasile Merticariu (ur. 28 października 1960 w Știubeni) – rumuński duchowny prawosławny, od 2009 biskup pomocniczy archieparchii Bukaresztu.

## Życiorys
20 grudnia 2009 otrzymał chirotonię biskupią jako biskup pomocniczy przy patriarchacie ze stolicą tytularną w Ploeszti.